# 瓦氏鳳尾蕨合位節蜱
瓦氏鳳尾蕨合位節蜱（学名：Cosella pteridiae）为節蜱科合位節蜱屬下的一个种。